# Edwards Davis
Pour les articles homonymes, voir Davis.
Edwards Davis est un acteur américain né le 17 juin 1867, à Santa Clara en Californie, et décédé le 17 mai 1936, à Hollywood, en Californie.

## Filmographie partielle
- 1916 : The Daughter of MacGregor de Sidney Olcott : Robert MacGregor
- 1919 : Le Danseur inconnu (The Love Cheat) de George Archainbaud
- 1924 : L'Aigle des mers (The Sea Hawk) de Frank Lloyd
- 1924 : Son œuvre (The Only Woman) de Sidney Olcott
- 1925 : La Charmeuse (The Charmer) de Sidney Olcott
- 1925 : Not So Long Ago de Sidney Olcott : Jerry Flint
- 1925 : The Best People de Sidney Olcott
- 1925 : Her Husband's Secret de Frank Lloyd
- 1925 : Les Orphelins de la mer (The Splendid Road) de Frank Lloyd
- 1926 : Plein les bottes (Tramp, Tramp, Tramp) de Harry Edwards
- 1926 : Femmes d'aujourd'hui (Butterflies in the Rain) d'Edward Sloman
- 1926 : Un gentleman amateur (The Amateur Gentleman) de Sidney Olcott
- 1929 : Le Torrent fatal (Weary River) de Frank Lloyd
- 1930 : Born Reckless, d'Andrew Bennison et John Ford
- 1930 : Les Renégats (Renegades) de Victor Fleming
- 1930 : Madame Satan (Madam Satan) de Cecil B. DeMille
- 1933 : She Had to Say Yes de George Amy et Busby Berkeley
- 1935 : Toute la ville en parle (The Whole Town's Talking) de John Ford
- 1935 : Le Baron Gregor (The Black Room) de Roy William Neill
- 1936 : Le Rayon invisible (The Invisible Ray) de Lambert Hillyer